# Yoshisuke Satake
Yoshisuke Satake (1902-2000) est un botaniste japonais. Il a travaillé académiquement à l'« Institut botanique » de l'Université de Tokyo.

## Quelques publications
- 1936 : Taxonomic study of Korean Boehmeria
- 1931 : Systematic and anatomical studies on some Japanese plants: Selaginellaceae, with special reference to epidermal elements of leaves

### Livres
- 1985 : Nihon Ne yasei shokubutsu: Sōhon. Ed. Heibonsha. 903 pp.
- 1963 : Nishi-Irian ki: Nyūginia Ne jinen to seikatsu. Ed. Hirokawa Shoten. 370 pp.
- 1940 : À revision of the Japanese Eriocaulon. Ed. Tokyo Science Museum. 70 pp.
- 1936 : takenoshin Nakai, masaji Profonde, masao Kitagawa, yoshisuke Satake. Plantae novae vel minus cognitae Ex Manshuriae. 108 pp.
- 1933 : takenoshin Nakai, masaji Profonde, yoshisuke Satake, masao Kitagawa. Index Fleuræ jeholensis cum appendice: Plantæ novæ vel minus cognitæ ex Manshuria. Report, Scientific expedition to Manchoukuo 1st, 1933. Ed. University press. 108 pp.

## Honneurs

### Éponymie
Genre
- (Arecaceae) Satakentia H.e.moore[1]

Espèces
- (Cyperaceae) Carex satakeana Koyama[2]
- (Juncaceae) Juncus satakei Kitag[3].
- (Scrophulariaceae) Lindernia satakei T.yamaz[4].